# Governo local
Os governos locais são serviços administrativos que são menores do que um Estado. O termo é usado para contrastar com serviços em nível de estado-nação, que se mencionam o governo central  ou (onde apropriado) governo federal.